# Fascia lata

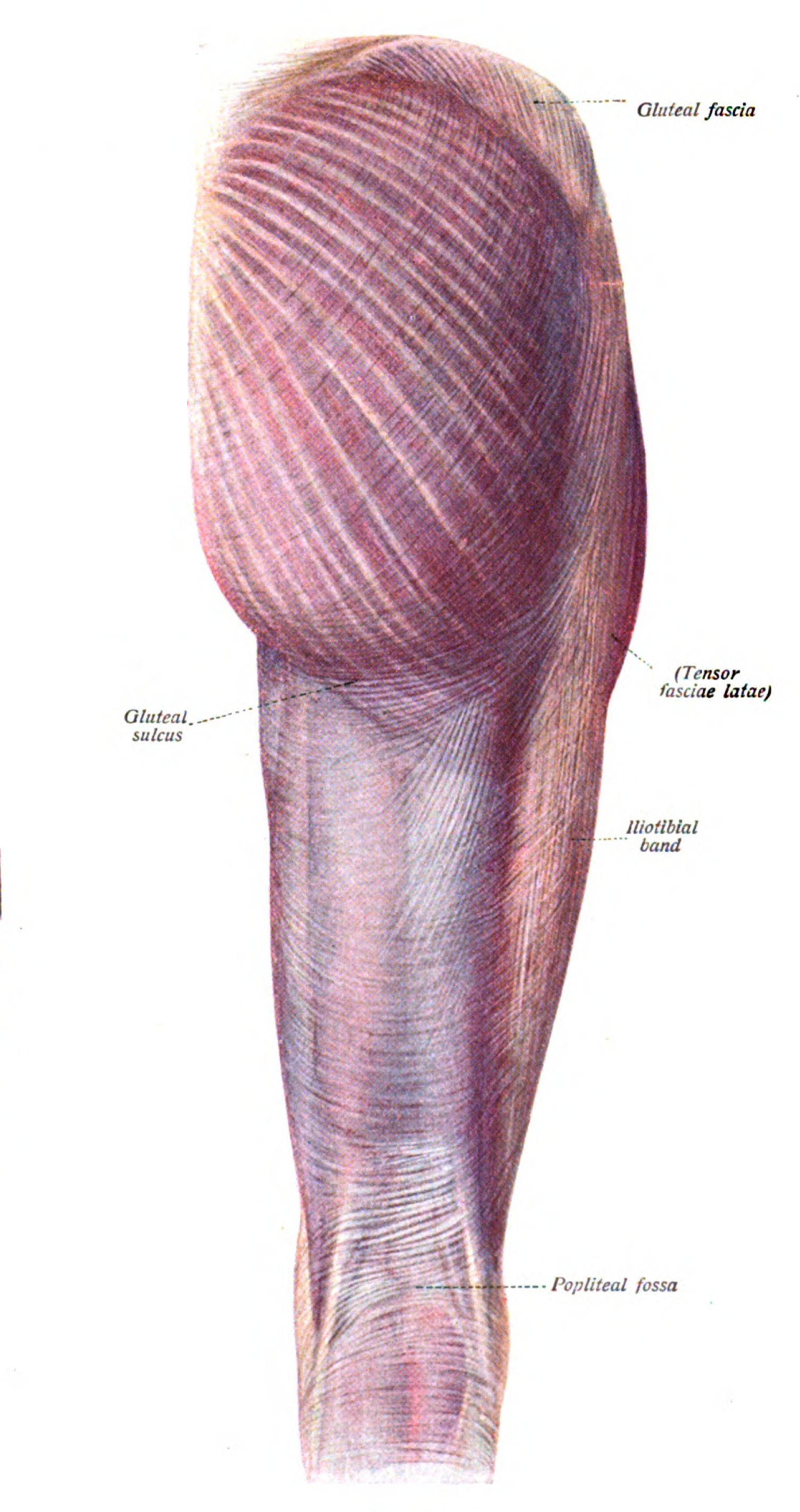
Disegno della visione posteriore dei muscoli della coscia, con la fascia lata che è rappresentata come un sottile foglio fibroso che ricopre la stessa loggia muscolare. Lateralmente compare la benderella ileotibiale.

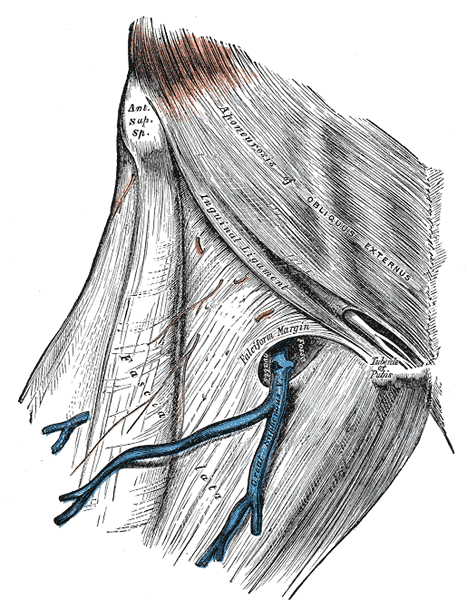
Rappresentazione della fossa ovale con la vena grande safena

La fascia lata o fascia profonda della coscia, è un'estesa struttura connettivale che separa lo strato ipodermale (fascia superficiale) dalle logge muscolari della coscia, garantendone stabilità e protezione. Contiene tutte le strutture della coscia, fatta eccezione per il tegumento e le reti venose (dominate dalla vena grande safena) e linfatiche (convergenti verso i linfonodi inguinali) superficiali della regione stessa.
Il termine fascia lata proviene dal latino, significando fascia estesa, dato il cospicuo volume muscolare che è tenuta a racchiudere. Il suo spessore è variabile: è maggiore supero-lateralmente, con l'inserzione del muscolo tensore della fascia lata, inferiormente, rapportandosi con le strutture connettivali del ginocchio e dove si appoggia sui muscoli sartorio e quadricipite femorale; diventa più sottile medialmente, nel compartimento degli adduttori. 

## Limiti e inserzioni
Superiormente la fascia lata, che continua con le strutture fasciali dell'addome, è delimitata:
- anteriormente, proseguendo in senso medio-laterale dalla sinfisi pubica, dall'angolo e dal ramo superiore del pube e dal legamento inguinale;
- lateralmente dalla cresta iliaca;
- posteriormente, continuando nell'aponeurosi glutea, dai margini laterali di osso sacro e coccige e dall'apice di quest'ultimo.

Inferiormente la fascia lata continua nella fascia crurale, simile in aspetto e funzione. Il passaggio avviene mediante inserzione, oltre che sull'estesa capsula articolare del ginocchio:
- anteriormente sul tendine del quadricipite, quindi sulla rotula e sul tendine rotuleo:
- lateralmente sulla testa della fibula;

## Annessi
La fascia lata non è omogenea nella sua estensione e presenta parecchi punti notevoli nel rapportarsi con le varie strutture anatomiche della coscia.
- La benderella ileotibiale, o tratto ileotibiale, è un esteso ispessimento che percorre antero-lateralmente la fascia. Consiste nell'ampia aponeurosi del muscolo tensore della fascia lata che si estende dalla cresta iliaca al condilo laterale della tibia, più precisamente nel rilievo detto tubercolo del Gerdy. Si identifica dalla maggiore opacità biancastra[2].
- I setti intermuscolari sono invaginazioni della fascia lata che vanno ad inserirsi sul femore, dividendo così le logge muscolari della coscia. I due maggiori sono quello mediale e quello laterale, diretti ai rispettivi labbri della linea aspra.
- La fossa ovale, o ostio safeno, è una netta apertura data dalla disposizione delle fibre collagene, che consentono l'entrata della vena grande safena nella parte più profonda della coscia per affluire nella vena femorale. È localizzato appena al di sotto del legamento inguinale, nella sua porzione mediale.

Notevoli sono anche gli sdoppiamenti che la fascia lata compie nelle regioni del triangolo femorale dello Scarpa e nel cavo popliteo per avvolgere le strutture vascolari, nervose e linfatiche lì alloggiate.